# Phú Mãn
Phú Mãn là một xã thuộc huyện Quốc Oai, thành phố Hà Nội, Việt Nam.
Xã có diện tích 9,05 km², dân số năm 1999 là 1.739 người, mật độ dân số đạt 192 người/km².